# トコピジャ県
トコピジャ県（スペイン語: Provincia de Tocopilla）は、チリ北部のアントファガスタ州 (II) に属する3つの県のうちの1つである。県都はトコピジャ（トコピヤ）に置かれている。

## 地理と人口動態
以下は、国立統計研究所（INE）の2002年国勢調査による。
- 面積：16236 k㎡
- 人口：31,516人
  - 男性：16,348
  - 女性：15,168
  - 人口密度：1.9411 (人/k㎡)
  - 人口増加率：18.4%（7129人） - 1992年〜2002年

## 行政
県であるトコピジャは、第2級行政区画であり、4つのコムーナ（スペイン語：comunas）から構成されている。県知事は大統領が任命する。Giovanna Rossi Bizjakは、大統領のセバスティアン・ピニェラに任命された。

### コムーナ
- トコピヤ（英語版）(トコピジャ） - 県都。銅鉱石・チリ硝石、ヨードの積み下ろし港として発展した[5]。
- マリア・エレーナ（英語版） - セッロ・ドミナドル発電所が立地している。